# Половнева, Анна Евгеньевна
Анна Евгеньевна Половнева (род. 4 июня 1984, Красноярск) — российская спортсменка, чемпионка и призёр чемпионатов России по вольной борьбе, чемпионка Европы, Заслуженный мастер спорта России. Выступала за клуб СК ВВС (Красноярск). Член сборной команды страны с 2002 по 2013 год. В 2013 году оставила большой спорт.

## Спортивные результаты
- Чемпионат России по женской борьбе 2013 года — ;
- Гран-при Иван Ярыгин 2013 года — ;
- Чемпионат России по женской борьбе 2012 года — ;
- Кубок России 2012 года — ;
- Гран-при Иван Ярыгин 2012 года — ;
- Чемпионат России по женской борьбе 2011 года — ;
- Гран-при Иван Ярыгин 2011 года — ;
- Чемпионат России по женской борьбе 2008 года — ;
- Гран-при Иван Ярыгин 2008 года — ;
- Чемпионат России по женской борьбе 2007 года — ;